# 四天王・チャンピオン (アニメポケットモンスター)
四天王・チャンピオン（してんのう・チャンピオン）では、『テレビアニメ第1シリーズ』から『めざせポケモンマスター』までのテレビアニメシリーズに登場する四天王およびチャンピオンを紹介する。

## 概要
各地方にそれぞれポケモンリーグがあり、リーグ戦を勝ち抜いた優勝者はリーグ優勝者同士でのチャンピオンリーグの参加資格を与えられる。そこで優勝すれば四天王に挑戦する権利を得ることができる。四天王制覇後にはリーグチャンピオンとの戦いが待ち受けており、チャンピオンを倒してリーグ制覇となる。チャンピオンリーグ優勝者が四天王に挑戦する過程及び四天王がチャンピオンに挑む詳しい方法については説明されておらず、その描写も一切ない為不明。なお、これらの設定はDPに入ってから明かされた。
ほとんどの四天王、チャンピオンは一箇所にとどまっておらず、各地を自由に行動している様子が見られる。

## 凡例
記載されている略号
- 1.『ポケットモンスター（無印）』 - 《PM》（無印、平成無印、1997年版、第1シリーズ、平成版）[1]：カントー地方編 - 《KT》、オレンジ諸島編 - 《OS》、ジョウト地方編 - 《JT》
- 2.『ポケットモンスター アドバンスジェネレーション』 - 《AG》：ホウエン地方編 - 《HT》、バトルフロンティア編 - 《BF》
- 3.『ポケットモンスター ダイヤモンド&パール』 - 《DP》
- 4.『ポケットモンスター ベストウイッシュ』 - 《BW》
  - シーズン1『ポケットモンスター ベストウイッシュ』 - 《BW》
  - シーズン2『ポケットモンスター ベストウイッシュ シーズン2』 - 《BW2》：エピソードN - 《BW2N》、デコロラアドベンチャー - 《DA》
- 5.『ポケットモンスター XY』 - 《XY》
  - シーズン1『ポケットモンスター XY』 - 《XY》
  - シーズン2『ポケットモンスター XY&Z』 - 《XY&Z》
- 6.『ポケットモンスター サン&ムーン』 - 《SM》
- 7.『ポケットモンスター（新無印）』 - 《PM2》（新無印、令和無印第1作、2019年版、第7シリーズ）
  - シーズン1『ポケットモンスター』 - 《PM2》
  - シーズン2『ポケットモンスター めざせポケモンマスター』 - 《MPM》
- 8.『ポケットモンスター（リコとロイ編）』 - 《LR》（リコとロイ編、令和無印第2作、2023年版、第8シリーズ）
  - シーズン1『ポケットモンスター リコとロイの旅立ち』 - 《LR1》
  - シーズン2『ポケットモンスター テラパゴスのかがやき』 - 《LR2》
  - シーズン3『ポケットモンスター テラスタルデビュー』 - 《LR3》
- 『ポケットモンスター サイドストーリー』 - 《SS》
- 『ポケットモンスター（劇場版）』 - 《MV》
- 『ポケットモンスター（OVA）』 - 《OA》（機内上映向け作品を含む場合がある）

## 四天王・チャンピオン一覧

### カントー地方
シバ
声 - 森川智之
登場時期：KT
カントー地方の四天王で格闘タイプポケモンを使用する。修行の最中にポケモンリーグ初挑戦に向けるサトシと出会う。「強いトレーナーになるには、強いポケモンをゲットしなければならない」という考えを持っているが、ポケモンのことを第一に考える優しさも持っている。
第1話ではシバとキクコとのバトルが中継されている。シバはニドリーノ、キクコはゲンガーを使用しており、ゲーム『ポケットモンスター 赤・緑』のオープニング映像のオマージュとなっている。
各国の日本国外名
英語：ブルーノ（Bruno）
朝鮮語：シバ（ハングル：시바）
手持ちポケモン
エビワラー
技：かみなりパンチ、れいとうパンチ
モニター画面において確認できるのみの登場。
イワーク
声 - 石塚運昇
技：たいあたり、あなをほる、いわおとし、じわれ
顔に傷のある大きなイワーク。体の隙間にサンドパンが入り込んだことにより暴れていたが、シバに助けられ、その後ゲットされる。
キクコとのバトルではこれとは別個体のイワークが登場し、「じわれ」を仕掛けるもゲンガーの「はかいこうせん」一撃で倒された。
ニドリーノ
技：つのでつく、たいあたり
キクコとのバトルで使用したが、ゲンガーの「さいみんじゅつ」で眠らされる。
サワムラー
技：メガトンキック、とびひざげり

カンナ
声 - 川村万梨阿
登場時期：OS
カントー地方の四天王で水・氷タイプポケモンを使用する。オレンジ諸島マンダリン島に講演に来ており、サトシ達と出会う。マイペースながらも冷静で穏やかな性格。四天王の名に恥じぬ一流の腕を持ち、暴れだして止まらなくなったサトシのリザードンを簡単に大人しくさせた後、連戦連勝で天狗になっていたサトシにバトルを申し込まれ完勝する。直後にサトシにポケモンへの接し方についてアドバイスを贈り、別れ際に彼らの前途を祈る言葉を贈った。
この一件で自分の未熟を痛感したサトシが以後、目上の人物や格上のトレーナーに敬語を使うなど、人間的に成長するきっかけを作った。カスミの憧れのトレーナーであり、様付けで呼ばれ崇拝されている。
各国の日本国外名
英語：ローレライ（Lolelei）
朝鮮語：カンナ（ハングル：칸나）
手持ちポケモン
ヤドラン
声 - 三木眞一郎
技：かなしばり、メガトンパンチ、れいとうビーム
手持ちの中で唯一氷タイプが入っていない。暴走するサトシのリザードンを「かなしばり」で沈めた。
パルシェン
声 - 小西克幸
技：からにこもる、ふぶき、リフレクター、オーロラビーム、いかり、とっしん
ピカチュウとバトルし、防御力と多彩な技を駆使して勝利した。
ジュゴン
技：オーロラビーム
ルージュラ
声 - 林原めぐみ
技：れいとうパンチ、ふぶき、あくまのキッス
ロケット団を「れいとうパンチ」で氷漬けにして「ふぶき」で撃退。

キクコ
声 - 杉山佳寿子、愛河里花子（劇場版『キミにきめた!』のみ）
登場時期：HT・MV
カントー地方の四天王でゴースト・毒タイプポケモンを使用する。サカキがジム経営から手を引いた為、後任としてトキワジムの臨時ジムリーダーとなる。サイユウ大会終了後、仲間たちと別れ故郷のマサラタウンへ向かっていたサトシと出会う。サトシが既にグリーンバッジを所有していたことからジムバッジ抜きでバトルを行い、四天王としての実力を見せ勝利する。気さくな人柄で、エニシダとも古い仲のようである。
『劇場版ポケットモンスター キミにきめた!』では、サトシが見た夢の中で通っていた学校において、教壇に立っていた。
各国の日本国外名
英語：アガサ（Agatha）
朝鮮語：グッファ（ハングル：국화）
手持ちポケモン
ゲンガー
声 - 小西克幸
技：シャドーボール、かげぶんしん、さいみんじゅつ、はかいこうせん
シバとの試合では、ニドリーノを「さいみんじゅつ」で眠らせ勝利し、イワークに対しては「じわれ」をかわし、「はかいこうせん」の一撃で勝利する。
その後、サトシとバトルし、ピカチュウを得意技の戦法で攻めて勝利する。
ゴルバット
声 - 三木眞一郎
技：エアカッター、ちょうおんぱ、どくどくのキバ
ロケット団を撃退した。

ワタル
声 - 千葉進歩
登場時期：JT・HT・PM2
カントー地方とジョウト地方のチャンピオンでドラゴンタイプポケモンを使用する。世界最強を謳われる8人「マスターズエイト」の一人。
「無敵のドラゴン使い」と呼ばれる世界トップクラスのトレーナーで、ダイマックスも使用することができる。PM2ではゲーム『ハートゴールド・ソウルシルバー』を基にした外見で登場している。フスベジムリーダーのイブキとは師弟関係にある。過去にガラル地方のドラゴンジムで修行していた。
ポケモン犯罪を取り締まる「ポケモンGメン」の一員でもあり、変装も得意とする。ロケット団がいかりの湖で起こした事件の解決や、マグマ団とアクア団の世界征服の野望を阻止するためにサトシたちに協力した。
PM2の第12話ではポケモンワールドチャンピオンシップスの決勝戦でダンデとバトルをする。赤いギャラドスを使用してダイマックスもするが、ダンデのキョダイマックスをしたリザードンに敗れる。カルネ戦では相性の悪さをものともせず追い詰めるも、逆にそれを利用され敗れる。
各国の日本国外名
英語：ランス（Lance）
朝鮮語：モッホ（ハングル：목호）
手持ちポケモン
カイリュー
声 - 小西克幸（JT・HT）→うえだゆうじ（PM2）
技：はかいこうせん、10まんボルト、でんじは、つばさでうつ、ドラゴンクロー、ボディプレス、たつまき、こおり技
ワタルのパートナー。高い攻撃力を誇る。
カルネ戦では一番手。高い攻撃と耐久力を駆使して、相性の悪いアマルルガを撃破。メガサーナイトに対してもダイマックスのパワーで追い詰めるも、「はかいこうせん」をギリギリのところで回避され、「ムーンフォース」を食らい敗北。
ギャラドス（色違い）
性別：♂
技：はかいこうせん、ハイドロポンプ、りゅうのいかり、りゅうのまい、アクアテール、こおりのキバ、りゅうのはどう
ロケット団により強制的に進化させられた色違いの赤い個体。怒りで暴れ回っていたところを鎮められゲットされる。またこれとは別に普通のギャラドスも所持している模様。
PM2ではダイマックスし、ダンデのリザードンとバトルする。最後はダイマックス同士の熱い激戦を繰り広げるも、「キョダイゴクエン」を受け敗北。
カルネ戦では二番手。パンプジンの「ハロウィン」によってゴーストタイプが追加され、「かげうち」と「ゴーストダイブ」を食らい敗れる。
サザンドラ
技：あくのはどう、トライアタック、ラスターカノン
カルネ戦では三番手。パンプジンを破り、メガサーナイトに敗れる。

### ホウエン地方
ゲンジ
声 - 飯塚昭三
登場時期：HT・PM2
ホウエン地方の四天王でドラゴンタイプポケモンを使用する。巨大な帆船で世界中を旅している船乗りの船長。
ポケモンバトルに快勝して調子に乗っていたサトシにバトルを申し込み、サトシにバトルで集中することの大切さを教える。遠距離からの相手にはほとんど指示せず、相手が接近した時に攻撃するというバトルスタイルを得意とする。ヨシミツ（声 - 坂口候一）という一番弟子がいる。ニャースと同じく、砂糖を入れたホットミルクを好む。一方で、人のポケモンを奪うような悪人を許さない性格でロケット団の行為に激怒する一面も見せた。
PM2ではサトシとゴウのトライアルミッションに協力する。なお、サトシとは久々の対面だったため、お互い「サバシ」・「ゴンジ」と呼び合っていた。
各国の日本国外名
英語：ドレイク/ドレーク（Drake）
朝鮮語：グォンス（ハングル：권수）
手持ちポケモン
コモルー
技：すてみタックル、りゅうのいぶき、ドラゴンクロー
ピカチュウとバトルし、勝利する。PM2ではゲンジのパートナー的存在としてボールから出ていた。
チルタリス
声 - 西村ちなみ
技：とっしん、りゅうのいぶき、ゴッドバード、つばめがえし、ソーラービーム
ジュプトルのスピードに翻弄されるも勝利する。
ボーマンダ
声 - 石塚運昇
技：ドラゴンクロー、かえんほうしゃ
ロケット団を撃退する時に使用。

ツワブキ・ダイゴ
声 - 西凛太朗（HTのみ）→鈴村健一（XY以降）
登場時期：HT・XY・PM2
ホウエン地方のチャンピオン。鋼タイプポケモンを愛用する。メガシンカする際は「石の煌めき、絆となれ」と呟く。ワールドチャンピオンシップスマスターズエイト第3位。
父親はデボンコーポレーションのツワブキ社長（声 - 田中正彦）。AGでは「凄腕のトレーナー」と称されながらも、ホウエン地方のチャンピオンであることについては触れられていなかった。その際、珍しい石を探して各地を旅しており、その過程でサトシたちと石の洞窟で知り合う。また、ロケット団のようにポケモンの住処を荒らす行為を許さない激情的な一面も。
『XY 特別編 最強メガシンカ』で再登場し、初めてチャンピオンであることが明言された。メガシンカのルーツについて調べており、崖から落ちたマノンを救ったことでアランたちと知り合う。アランとマノンのことは「アラン」「マノン、マノンくん」と呼び、友好的に接している。アランに置いて行かれたマノンをカロスに送り届けることになる。
XY本編の第75話でもショータの回想で登場し、ジュカインがメガシンカすることを教えている。
XY&Z本編ではカロス地方の危機を知ってミアレシティに向かう前にフラダリラボを訪れ、ハリさんを救出に来たセレナたちを導いた。
PM2ではマスターズエイト3位で、ポケモンワールドチャンピオンシップスのマスターズトーナメントの1回戦でサトシと対決し、敗れている。
各国の日本国外名
英語：スティーブン・ストーン(Steven Stone)
朝鮮語：ナ・ソンホ(ハングル：나성호)
手持ちポケモン
ココドラ
声 - 吉原ナツキ
技：ほえる、ずつき
ダイゴのパートナーで、石を探す手伝いをしている。
ボスゴドラ
声 - 石塚運昇（HT）→三宅健太（PM2）
技：はかいこうせん、ヘビーボンバー、スマートホーン、がんせきふうじ
ロケット団を撃退した。
サトシ戦では二番手。高い防御力を活かしてウオノラゴンを倒したものの、ゲンガーの「おにび」によってやけどにされた挙句、「がんせきふうじ」を「マジカルシャイン」で弾かれ敗北する。
メタグロス
声 - 三宅健太
技：ラスターカノン、コメットパンチ、サイコキネシス、まもる→こうそくいどう
特性：かたいツメ（メガシンカ時）
持ち物：メタグロスナイト
ダイゴのメインパートナーで、作中でも数少ない色違いの個体。
総合的な戦闘力が非常に高く、相性の悪いアランのメガリザードンとも互角に渡り合う実力を持つが、ゲンシカイオーガと対峙した際はさすがに歯が立たなかった。
Act3では、ダイゴの指示でマノンとアランたちのことを守ることに専念する。
サトシ戦では一番手。「こうそくいどう」で「みずでっぽう」をかわしたが、ウオノラゴンの「エラがみ」で「サイコキネシス」を押さえ込まれて、ボスゴドラに交代。ユレイドルが敗れたことで再び投入されメガシンカ。相手の動きを予測する能力を駆使してピカチュウを圧倒したものの、Zワザ「1000まんボルト」を回避しきれずそのまま「アイアンテール」を叩きこまれて敗北。
ユレイドル
声 - 林原めぐみ
技：パワーウィップ、ねをはる、メテオビーム、ロックブラスト
サトシ戦では三番手。触手を自在に操る能力を駆使してゲンガーを倒すも、ピカチュウには「エレキネット」で触手を封じられ、そのまま「アイアンテール」を食らい敗北。

ミクリ
声 - 森川智之
ホウエン地方の元チャンピオン。コンテストマスター。
各国の日本国外名
英語：Wallace
朝鮮語：ユンジン(ハングル：윤진)

### シンオウ地方
劇場版『幻影の覇者 ゾロアーク』では、エンディングにおいてシンオウの四天王4人とチャンピオンのシロナが1コマずつ登場している。
ゴヨウ
声 - 浪川大輔
登場時期：DP・MV
シンオウ地方の四天王でエスパータイプポケモンを使用する。よく本を読んでおり、丁寧な口調で話す。サトシたちと偶然出会った際、ヒカリのブイゼルの挑戦を受けヒカリとバトルし、勝利する。
各国の日本国外名
英語：Lucian
朝鮮語：オヨッ（ハングル：오엽）
手持ちポケモン
キリンリキ
声 - 林原めぐみ
技：サイケこうせん
ハッサムを「サイケこうせん」の一撃で倒す。
ドータクン
声 - 石塚運昇
技：てっぺき、ジャイロボール、ラスターカノン
ブイゼルの攻撃を物ともせず勝利する。

リョウ
声 - 小野賢章、西村ちなみ（幼少期）
登場時期：DP・MV
シンオウ地方の四天王で虫タイプポケモンを使用する。ヒカリやジュンサーを含む女性からの人気が高い美少年。虫ポケモンの言葉が理解でき、ポケモンとのコンビネーションも抜群である。努力家であり、毎日ポケモンだけでなく自身のトレーニングも欠かさない。虫ポケモンが多く住む森の中にトレーニングセンターを設けており、街での公開練習終了後サトシたちを招待した。
各国の日本国外名
英語：Aaron
朝鮮語：チュンホ / ツンホ（ハングル：충호）
手持ちポケモン
スコルピ
声 - 小西克幸
ドラピオン
声 - 石塚運昇
技：はかいこうせん、ミサイルばり
ビークイン
声 - 西村ちなみ
技：きりさく、かぜおこし
ケムッソ→（カラサリス）→アゲハント
声 - 古島清孝
性別：♂
技：ソーラービーム、ふきとばし
リョウが初めてゲットしたポケモン。大木から降りられなくなった子供の頃のリョウを助け、それをきっかけに仲良しになった。しかしポケモンバトルで負けたことをリョウに責められ、リョウの前から姿を消してしまう。その後手持ちを離れている間も必死で特訓していたらしく、アゲハントに進化してリョウと再会する。

オーバ
声 - 奈良徹、佐藤智恵（幼少期）
登場時期：DP・PM2・MV
シンオウ地方の四天王で炎タイプポケモンを使用する。ジムリーダーのデンジとは幼少の頃からポケモン勝負で張り合っていたが、あるとき協力して流れ者の密猟者（声 - 相沢正輝）を撃退してからはお互いに友情が芽生えた。バトルに興味が無くなってしまったデンジのやる気を取り戻すべく、サトシとバトルし勝利する。相手からの攻撃を受けつつ動きを見極めてから攻撃に入るバトルスタイルをとる。
サトシと同い年の頃にシンオウリーグで優勝経験がある。二十歳のときに武者修行の旅に出て、四天王となった。
サトシに「どんな相手であっても、本気で勝とうと思っている者だけが勝つ」とバトルのアドバイスをする。その後、シロナに挑戦することを決意する。対決の様子はDP最終話（第191話）でテレビ中継されている。
PM2ではマスターズエイトの一人として登場する。ダンデとバトルし、敗北する。再登場時はワールドチャンピオンシップスのランキングは7位だったがダンデに敗北したので8位になってしまった。
各国の日本国外名
英語：Flint
朝鮮語：デヨッ（ハングル：대엽）
手持ちポケモン
ヒコザル→モウカザル→ゴウカザル
声 - 小西克幸（DP）→坂田将吾（PM2）
技：フレアドライブ、インファイト、マッハパンチ、かみなりパンチ、オーバーヒート
オーバのパートナー。子供の時はヒコザル、リーグ戦初優勝時はモウカザル、現在はゴウカザル。体格はサトシのものよりも一回り大きい。戦闘力は桁外れであり、パワーに関しては相性の悪いサトシのブイゼルやゴウカザルをそれぞれ一撃で下し、スピードに関してもゴウカザルの至近距離からのマッハパンチを全て交わしきるほどである。PM2ではダンデのリザードンに敗北。DP第165話の回想シーンでは、二十歳の頃のオーバがヒコザルを連れていたが、DP180話の回想シーンでは子供の頃のオーバがモウカザルを使用している。

キクノ
声 - 松岡洋子
登場時期：DP・MV
シンオウ地方の四天王で地面タイプポケモンを使用する。高齢ながらバギーを乗り回す豪胆さと、あらゆる状況に対応する冷静さを持ち合わせる。観察力に優れ、身のこなしも軽い。
「四天王」の肩書で呼ばれることは好まず、自分から身分を明かすことはせずに他者には「キックーノ」と名乗っている。親戚に当たる少年であるヨーシチ（声 - 大浦冬華）にポケモンの特訓をしていた。
自身のあらゆる物事を冷静に対応した上で、深く見極めるスタイルを、サトシとヒカリにバトルやコンテストを制するための「観察する力」として説く。
各国の日本国外名
英語：Bertha
朝鮮語：ドゥルグッファ（ハングル：들국화）
手持ちポケモン
カバルドン
声 - 石塚運昇
性別：♂
技：アイアンヘッド、あなをほる、ほのおのキバ
相性の悪いサトシのドダイトスとバトルし、勝利する。
ゴローニャ
技：ロックブラスト
グライオン
技：ハサミギロチン

シロナ
声 - 櫻井智
登場時期：DP・BW2・PM2・MV
シンオウ地方のチャンピオン。膝辺りまで伸びた長い金髪とファー付きの黒いロングコートが特徴的な容姿の整った美女で、アナウンサーのタケミツからは「美しき戦いの女神」と紹介された。その見た目からクールかつ厳格なイメージを持たれがちだが実際は極めて温厚で心優しい性格をしており、チャンピオンながらも地位を鼻にかけることはない。サトシたちとはチャンピオンとしてでなく先輩トレーナーとして温かく接している。
その実力は圧倒的で、四天王のゴヨウ、リョウ、オーバですら敵わないほど。トレーナーになりたての頃は夢中になってポケモンを鍛えたが、とある出来事をきっかけに、「ポケモンたちの個性と、絆の大切さを知った」と語っている。現在では限りない慈愛でポケモンに接しており、ポケモンの治療も手早く的確にできる。その優しさはポケモンたちにも伝わるようで、タケシのグレッグルの「どくづき」の突っ込みを微笑んだだけでやめさせたり、人間に不信感を持っていたアイリスのカイリューをも手懐けている。
アイス選びに1時間も悩み、結局トリプルで頼むというお茶目で子供っぽい面もあり、その天然ぶりにはアイス屋に扮していたロケット団の3人を唖然とさせた。シンオウリーグの会場でもおにぎりとサンドイッチのどちらを選ぶか悩み、結局アイスを選んでいた。
カンナギタウン出身。考古学者・神話研究家でもあり、シンオウ地方の時空伝説について調べている。彼女の祖母・カラシナ博士はカンナギ歴史研究所の所長を務めている。ギンガ団の陰謀を知り、それを阻止すべくサトシたちに協力した。
サトシとシンジが全く正反対であることを意味深にとらえており、2人が出会ったことによりお互いが何を得られるかということや、2人と関わりが深いヒコザルを気にかけ、2人を見守りたいと考えている。
シンオウリーグでは応援席で試合を観戦する姿が見られる。サトシとシンジのバトル後には、サトシとシンジの間に絆が生まれたということを語り、「二人はいつかチャンピオンリーグに勝ち上がってくる」と評している。DP最終話（第191話）ではオーバとの対決がテレビ中継されており、勝利している。
BW2ではサザナミタウンで休暇中だが、ポケモンワールドトーナメントジュニアカップでエキシビジョンマッチに参加するため、イーストイッシュを訪れる。サザナミタウンに別荘を持っており、長い休みを過ごす際に利用している。別荘には執事のジェルミ（声 - 星野貴紀）がいる。アイス好きな所や天然ボケは変わらずで、タチワキシティでもツンベアーアイスの味を選ぶのに悩んでおり、さらにはお釣りをもらい忘れてとんぼ返りしている。ドラゴンポケモン（ガブリアス）使いということでアイリスからは一目で懐かれ、憧れられている。また、イッシュ四天王のカトレアとも親密な間柄であり、エキシビジョンマッチ以前にも何度か対戦しているとのことで、彼女の成長振りをとても喜んでいた。恋愛には興味はないらしく、アデクの誘いをあっさり断っている。
服装はDPではゲームと同じ黒いコートを着ていたが、BW2では涼しげな水色のノースリーブを着ており、履物もサンダルに変わっている。エキシビジョンマッチではその上にピンク色のマントを羽織っていた。
PM2ではポケモンワールドチャンピオンシップスでマスタークラスの地位にいることが判明している。実物としては第83話にて初登場。ジョウト地方のとある町へ来ていた際にサトシたちと出会い、朝にも拘らず夜が延々と続く異変の調査に関わる。アイリス戦ではお互いに引けを取らないバトルを繰り広げ勝利。サトシ戦では「この大会が終わったらバトルから引退する」とカルネに語り、サトシと一歩も譲らない戦いを繰り広げ敗北。その後、サトシからバトルの楽しさを知り引退は撤回となった。
劇場版『アルセウス 超克の時空へ』での冒頭では、クロツグとバトルをしている。
各国の日本国外名
英語：Cynthia
朝鮮語：ナンチョン（ハングル：난천）
手持ちポケモン
フカマル→ガバイト→ガブリアス
声 - 小西克幸（DP - BW）→坂田将吾（PM2）、逢坂力（劇場版）
性別：♀
技：ギガインパクト、あなをほる、ドラゴンクロー、かわらわり、ストーンエッジ、ドラゴンダイブ、りゅうせいぐん、すなあらし、スケイルショット、げきりん、ステルスロック、かえんほうしゃ（劇場版）
シロナのメインパートナー。タマゴから育てた仲。戦闘力が極めて高く、キクノを除く四天王のパートナーを撃破している。メガシンカが可能。
アイリス戦では切り札。オノノクスのパワーをメガシンカのパワーで互角に戦い、最後は「りゅうせいぐん」と「りゅうのはどう」のぶつかり合いにより勝利する。
サトシ戦では五番手。ウオノラゴンにダメージを与え、ネギガナイトに勝利。その後、メガルカリオと互いに譲らない勝負を繰り広げかなりダメージを蓄積し、最後は「ドラゴンクロー」と「きしかいせい」のぶつかり合いに敗れる。
トリトドン
声 - 阪口大助（DP）→うえだゆうじ（PM2）
技：ストーンエッジ、だくりゅう、あまごい、とける、だいちのちから
西の海の個体。
アイリス戦では一番手。高い耐久力でドリュウズを圧倒するも、一撃必殺の「つのドリル」を食らい敗北。
サトシ戦では四番手。「だいちのちから」と「ストーンエッジ」で攻めるも、ピカチュウの「アイアンテール」によって弾かれた「ストーンエッジ」を押さえ込んで身動きが取れなくなった隙をつかれ「でんこうせっか」を食らい敗れる。
ロズレイド
声 - 真堂圭
特性：しぜんかいふく
技：パワーウィップ、はなふぶき、タネマシンガン、リーフストーム、どくづき
サトシ戦では二番手。ゲンガーの「おにび」によりやけど状態になるも特性「しぜんかいふく」により回復。ウオノラゴンを「どくづき」でどく状態にするも、「リーフストーム」を「ドラゴンダイブ」で弾かれ敗北。
Webアニメ『神とよばれし アルセウス』にて初登場。
ヒンバス→ミロカロス
声 - 林原めぐみ
技：ハイドロポンプ、チャームボイス、アイアンヘッド
アイリス戦では二番手。ドリュウズを「ハイドロポンプ」一撃で倒し、カイリューも弱点の「かみなりパンチ」を物ともせず、「チャームボイス」で怯ませ巻き付いた状態で「アイアンヘッド」を食らわせ勝利している。しかし、オノノクスにはパワーに押され敗北している。
サトシ戦では六番手。ウオノラゴンを倒すも、ネギガナイトの「スターアサルト」を食らい敗れる。
幼い頃に釣り上げたヒンバスから育てた。
ミカルゲ
声 - 林原めぐみ
技：ふいうち、さいみんじゅつ、ゆめくい、みちづれ
サトシ戦では一番手。カイリューを「さいみんじゅつ」→「ゆめくい」のコンボで倒し、ゲンガーも「ふいうち」と「マジカルシャイン」のぶつかり合いで倒すも、ピカチュウの「カウンターシールド」に「さいみんじゅつ」を弾かれ、「エレキネット」で身動きが取れない状態で「アイアンテール」を叩きこまれた直後、「みちづれ」にして相打ちに終わらせた。
トゲキッス
声 - 武田華
特性：てんのめぐみ
技：エアスラッシュ、しねんのずつき、ゴッドバード
サトシ戦では三番手。特性を生かしてピカチュウを怯ませるも、ルカリオには特性「せいしんりょく」により怯ませることができず、ダイマックスする。3連続「ダイジェット」で素早さを上げ、「ゴッドバード」を繰り出すも、「バレットパンチ」を食らい敗れる。
以上の6体はマスターズトーナメントにて使用したポケモンたち。
グレイシア
技：れいとうビーム
BW2編で初登場。マスターズトーナメントでは未使用。
ジャラランガ
技：げきりん
新無印編で初登場。マスターズトーナメントでは未使用。
バトルでの掛け声は「天空に舞え、ガブリアス」、「波濤より来たれ、トリトドン」、「優雅なる水の精、ミロカロス」、「咲き誇れ、ロズレイド」、「ふるえよ魂、ミカルゲ」、「恵みの翼ここに、トゲキッス」と、ポケモンごとに異なる。
また、ムウマージが見せた幻想ではあるが、レックウザも使用していた。

### イッシュ地方
カトレア
声 - 松来未祐
登場時期：BW2
イッシュ地方の四天王でエスパータイプポケモンを使用する。タケミツからは「華麗なる白い薔薇の妖精」と紹介された。
ポケモンワールドトーナメントジュニアカップのエキシビションマッチでシロナと対戦。「おだてる」からの「サイコキネシス」のコンボで善戦するも反撃に遭い、時間切れの引き分けに終わる。アデクからは「バトルの模範」と褒め称えられていた。シロナとは親密な間柄であるらしく、バトル後は彼女と対戦できたことをとても喜んでいた。試合後は互いの健闘と再戦の約束を兼ねた握手を交わしており、その際にはゴチルゼルとガブリアスも最後の攻撃の態勢からそのまま握手している。
各国の日本国外名
英語：Caitlin
朝鮮語：カトゥレヤ（ハングル：카틀레야）
手持ちポケモン
ゴチルゼル
声 - 林原めぐみ
技：おだてる、サイコキネシス、10まんボルト、かわらわり

アデク
声 - 石塚運昇
登場時期：BW・MV
イッシュ地方の元チャンピオン。各地を旅しているようで、アイリス曰く「神出鬼没で、いつどこにいるのかわからない」とのこと。一人称は「わし」。
BW第31話でシューティーの回想にて初登場。シューティーの住む町の祭りの際、幼いシューティーにチャンピオンとしての実力とポケモンとの接し方を教え、シューティーとのバトルを約束、以後シューティーの目標となる。
パフォーマーストリートにおいてサトシたちと初対面し、シューティーとも久しぶりに再会する。しかしシューティーの「強さこそが全て」という考えには否定的であり、そのことで激しい敵愾心を抱かれるが、本人は気にしていない様子。
サトシたちにポケモンと人との繋がりについて「ただ強いだけでなく、自分のバトルを見た人たちにポケモンを好きになってもらいたい。ポケモンにも人間を好きになってもらいたい。わしはそんなバトルがしたい」「最も素晴らしいと思うのは、人間とポケモンのように全然違う存在がお互いを認め合って一緒にいるということ」と語っており、「ポケモントレーナーには様々な者がいる。その答えは色々であり、旅でその答えを見つけるといい」とアドバイスしている。
非常に豪放磊落な性格であり、バトル中に立ったまま寝てしまい自分のバッフロンにも呆れられたり、人の名前を勝手に「○○タロー」と呼んでいる。また女性好きであり、ジョーイやジュンサー、シロナを口説いている（そしてすぐ断られている）。しかし暴れるギガイアスの原因を見抜いて落ち着かせるなど、チャンピオンらしくポケモンに対する優しさを覗かせている。またバッフロンやギガイアスに吹き飛ばされても平気だったり、突進して来たギガイアスを投げ飛ばすなど、自身の身体能力も並外れている。
ポケモンワールドトーナメントジュニアカップでは解説を務めている。そして優勝者のシューティーとバトルをし、圧倒的な実力の差を見せ付け勝利した。そして「自分の旅立ちの日から今までのすべてがお前さんの強さだ」「ポケモンとの信頼は時には勝ち負けより大事だ」とシューティーに説き、敵愾心から解消された彼と再戦を約束する。
PM2にてシューティー、ベル、ラングレー、ケニヤンと共にアイリスVSシロナのバトルを観戦していた。
映画『神速のゲノセクト ミュウツー覚醒』ではエンディングで1コマ登場する。
各国の日本国外名
英語：Alder
朝鮮語：ノ・ガンジュ（ハングル：노간주）
手持ちポケモン
バッフロン
声 - 三宅健太
特性：そうしょく
技：アフロブレイク
主人であるアデクがバトル中に居眠りをした際、怒ってアデクにアフロブレイクを当てるなど、アデクとは喧嘩友達のような関係である。ジュニアカップでは優勝したシューティーのジャローダとバトル。特性「そうしょく」で「ソーラービーム」が通じず、「にらみつける」からの「ドラゴンテール」を受けても大したダメージにならず、「アフロブレイク」の一撃で倒した。

アイリス
声 - 悠木碧
PM2でイッシュ地方のチャンピオンに君臨している。

### カロス地方
ズミ
声 - 吉野裕行
登場時期：XY
カロス地方の四天王で、水タイプポケモンを使用する。
『XY 特別編 最強メガシンカ 〜Act I〜』に登場。料理人であり、ある町でレストランを経営している。アランと一対一のバトルをし、勝利する。
バトル終了後、不利な相性で自分を追いつめたアランの実力を認めている。
各国の日本国外名
英語：Siebold
朝鮮語：ズミ（ハングル：즈미）
手持ちポケモン
カメックス
声 - 山寺宏一
特性：メガランチャー（メガシンカ時）
持ち物：カメックスナイト
技：ハイドロポンプ、ロケットずつき、りゅうのはどう、グロウパンチ
額のバンドにカメックスナイトを身に付けており、メガカメックスへとメガシンカが可能。

ガンピ
声 - 花輪英司
登場時期：PM2・MV
カロス地方の四天王で、鋼タイプポケモンを使用する。
『破壊の繭とディアンシー』の冒頭に登場し、カルネとバトルをする様子が描かれた。
本編ではPM2に初登場。「騎士道の館」にてトレーナーを熱血指導している。誇り高いが感激屋でもある。サトシとゴウ、カモネギとストライクを特訓させた。
各国の日本国外名
英語：Wikstrom
朝鮮語：ガンピ（ハングル：간피）
手持ちポケモン
ギルガルド
声 - 中村悠一
技：キングシールド、せいなるつるぎ
ガンピのパートナー。
ダイノーズ
第1の試練にて妨害役として登場。
シュバルゴ
声 - 観世智顕
技：れんぞくぎり、とどめばり
デデンネ
技：ほっぺすりすり
ヒトツキ
以上の3体は第2の試練に登場。
クレッフィ
第3の試練に登場。
ハッサム
劇場版のみ登場。メガハッサムへとメガシンカが可能。

パキラ
声 - 渡辺明乃
登場時期：XY
カロス地方の四天王で、炎タイプポケモンを使用する。フラダリと密接な関係にある。
XY第92話でニュースアナウンサーとして初登場。のちに『XY 特別編 最強メガシンカ 〜Act IV〜』に再登場を果たす。
メガシンカ10連戦の最後の砦としてアランの前に立ちはだかり、前の9人とは比較にならない強さを見せつける。しかし、さらなる成長を遂げたアランの前に敗北する。
XY&Z第32話でも引き続きニュースアナウンサーとして活動していたが、フラダリの計画実行とともに職場を放棄し、彼を止めるためにサトシとアランに加勢する。
すべてが終わった後、フレア団の後の処理を引き受け、それが終わったらジュンサーさんに出頭する事をダイゴに話した。
メガシンカ時の掛け声は「燃え上がりなさい！ヘルガー！メガシンカ！」。
劇中で、チャンピオン以外に敗れた初の四天王である。
各国の日本国外名
英語：Malva
朝鮮語：パキラ（ハングル：파키라）
手持ちポケモン
ヘルガー
声 - 古島清孝
特性：もらいび（通常時）、サンパワー（メガシンカ時）
持ち物：ヘルガナイト
技 - かえんほうしゃ、スモッグ、かみくだく、あくのはどう
首輪についているヘルガナイトによって、メガヘルガーへとメガシンカが可能。アランのリザードンを相手に、あと一歩のところまで追い詰めるも敗れた。

ドラセナ
声 - 平野文
登場時期：PM2
カロス地方の四天王で、ドラゴンタイプポケモンを使用する。ガンピ曰く「優しそうに見えるが苛烈」であり、バトルにおいても圧倒的な実力の持ち主でシトロンも彼女に負けている。普段は細目だが、バトルの時には原作ゲーム版では見せなかった開眼を披露する。サトシを追い詰めたものの敗北する。ワールドチャンピオンシップスのハイパークラス12位。
手持ちポケモン
チルタリス
声 - 光部樹
持ち物：チルタリスナイト
技：ワイドブレイカー、ねっぷう、コットンガード、ゴッドバード、じゃれつく
ドラセナのパートナー。メガチルタリスにメガシンカが可能。サトシ戦では一番手。高い攻撃と防御を駆使して、ネギガナイトとウオノラゴンを苦戦させたものの、ウオノラゴンにかなりのダメージを与え、最後はネギガナイトの「スターアサルト」に敗れる。
オンバーン
声 - 坂田将吾
技：いかりのまえば、ばくおんぱ、りゅうのはどう
サトシ戦では二番手。かなりのパワーとスピードを持っており、ネギガナイトを圧倒。チルタリスが敗れた後にウオノラゴンと対峙し、互いに引けを取らないバトルを繰り広げ、最後は「りゅうのはどう」と「ドラゴンダイブ」のぶつかり合いによって敗れる。

カルネ
声 - 折笠富美子
登場時期：XY・PM2・MV
カロス地方のチャンピオン。セレナも憧れる大女優だが、その人気故に多忙の身である。ミナミ（声 - 赤﨑千夏）というマネージャーがおり、彼女からはスケジュールを細かく管理されている。ワールドチャンピオンシップスマスターズエイト第5位。
スイーツには目がなく、巡業先に行った際にはお忍びで立ち寄っており、行列ができるガトーショコラを食べ損なった時は、「この世の終わり」と落胆するほどである。それが縁でサトシと非公式バトルを行い、傷ついたピカチュウを体を張って庇う姿を見て「熱いトレーナー」と評している。
XY&Z第25話では、ゴジカから「カロスの危機」についてを聞き、その詳細を伝えるためサトシたちと再会を果たす。カロスリーグではプラターヌ博士と共にサトシのバトルを観戦している。
PM2にてムサシの読んでいた雑誌の裏表紙に登場している。ワタルに勝利したものの、ダンデには手持ち3体だけで敗れる。
劇場版『破壊の繭とディアンシー』での冒頭では、ガンピとバトルをしている。
各国の日本国外名
英語：Diantha
朝鮮語：カルネ（ハングル：카르네）
手持ちポケモン
サーナイト
声 - 林原めぐみ
特性：フェアリースキン（メガシンカ時）
持ち物：サーナイトナイト
技：シャドーボール、ムーンフォース、リフレクター、サイコキネシス、10まんボルト
サーナイトナイトをペンダントにしており、メガサーナイトへとメガシンカが可能。カルネとアイコンタクトのみで技を回避でき、ピカチュウが繰り出す全ての攻撃も寸前でかわす。
異変が生じていたサトシのゲッコウガとバトルをし、序盤はレベルの差で優勢だったが、「サトシゲッコウガ」へと変化してからは一方的に追い詰められてしまった。
ワタル戦では三番手。メガシンカしてサザンドラを破り、カイリューに対してもダイマックスのパワーと耐久力に圧倒されるも、最後は「はかいこうせん」をギリギリで回避し、「ムーンフォース」を食らわせて勝利する。
ダンデ戦でも切り札として登場。ゴリランダーを破り、キョダイマックスリザードンもメガシンカのパワーで圧倒するも、打ち破られ敗れる。
アマルルガ
声 - 三木眞一郎
技：ひかりのかべ、ふぶき、リフレクター、いわなだれ
ワタル戦では一番手。「ひかりのかべ」「リフレクター」による防御でカイリューを威圧するも、カイリューのパワーに押され敗北する。
ダンデ戦ではゴリランダーに敗北。
パンプジン
声 - 大谷育江
技：ハロウィン、かげうち、ゴーストダイブ
ワタル戦では二番手。「ハロウィン」でゴーストタイプを追加させてから「かげうち」からの「ゴーストダイブ」で攻める戦法でギャラドスを倒すも、サザンドラの「あくのはどう」に怯まされ敗れる。
ダンデ戦ではゴリランダーの「ドラムアタック」に敗れる。
ルチャブル
ダンデ戦ではドラパルトと対戦（その後の描写は無いものの敗北した）。
ガチゴラス
技：はかいこうせん
ダンデ戦でドラパルトを倒すも、ゴリランダーに敗れる。
ヌメルゴン
声 - うえだゆうじ
技：だいもんじ
ダンデ戦で使用。ゴリランダーに「だいもんじ」を食らわせるも耐えられ、「アクロバット」を食らい敗れる。

### アローラ地方
ゲームで四天王に相当する島キング・島クイーンが登場しているが、四天王という名称は使用されていない。
サトシ
リーグ戦の末、アローラの初代チャンピオンとなる。

### ガラル地方
ダンデ
声 - 小野大輔
登場時期：PM2
ガラル地方のチャンピオン。無敗記録を更新している世界トップクラスのトレーナー。世界最強を謳われる8人「マスターズエイト」の一人。
PM2の第12話で初登場。ポケモンワールドチャンピオンシップスの決勝戦でワタルと凄まじい激戦を繰り広げ優勝。数多のチャンピオンの中でも名実ともに世界最強の王者と認められる。その後、サトシがキョダイマックスカジリガメを食い止めたのを見て、サトシの実力を認める。サトシとのバトルでは圧倒的なパワーで勝利し、バトル後は再戦の約束をした。第14話以降もアバンタイトルで存在が描かれている。
トレーナーとしての実力は本アニメシリーズ中トップランクでありマスターズエイトの中でも別格といえる程特に際立った実力の持ち主で、第12話ではワタルからも対戦前から決勝に残るのはダンデであろうと推測されており同じマスタークラスのワタルとはキョダイマックス戦に突入してからは一方的な勝利をし同じマスタークラスであるアラン・カルネ相手にも差をつけて勝利をする程。
方向音痴であり、OPでは地図を広げて場所を確認している姿が見られるほか、ルミナスメイズの森に入った際にアラベスクタウンへの道のりに迷う、海に行くつもりが山に行き着くなどの場面が見られる。リザードンを模したSUVを持つ。
第27話ではワールドチャンピオンシップスの順位は1位になっている。ジムリーダー・キバナとバトルし勝利する。
第42話ではダイマックスの光を浴びて暴走したマルヤクデを沈め、他のダイマックスポケモンの暴走を止めるべくサトシと行動を共にする。
アラン戦ではアランの手持ちすべてを2体で、カルネ戦では3体で破っている。サトシ戦にて初めて残りの3体を出している。圧倒的な実力でサトシを追い詰めたもののあと一歩のところで敗北。
各国の日本国外名
英語：Leon
朝鮮語：ダンデ（ハングル：단델）
手持ちポケモン
リザードン
声 - 三宅健太
技：かえんほうしゃ、エアスラッシュ、ほのおのうず、かみなりパンチ、ドラゴンクロー、あなをほる、かわらわり、がんせきふうじ、フレアドライブ、だいもんじ、げんしのちから、りゅうのはどう
ダンデのパートナー。計り知れぬ強さを誇り、キョダイマックスも行える。キョダイマックス時は相性の悪いダイマックスのギャラドス（やそれもマスターズエイトのワタルのギャラドス）を一方的に下し、サトシのキョダイマックスピカチュウにも相性の悪さをものともせず、「キョダイゴウエン」と「キョダイバンライ」のぶつかり合いを制して勝利している。
サトシ戦では六番手。キョダイマックスし、サトシのピカチュウと渡り合い、キョダイマックスわざとZワザをぶつけ合いキョダイマックスの効果が切れ元に戻る。エースバーンが敗れた後に再び投入。ピカチュウをダウン寸前まで追い詰めたものの、仲間の応援で立ち上がったピカチュウの「10まんボルト」とフルパワーの「だいもんじ」のぶつかり合いの結果、わずかな差で敗れる。
ドラパルト
声 - 三木眞一郎
技：ドラゴンアロー、ドラゴンダイブ、かえんほうしゃ、10まんボルト、ドラゴンテール
セキタンザンとのバトルで使用。
サトシ戦では四番手。「ドラゴンアロー」による翻弄と「ドラゴンテール」による強制退場でウオノラゴン、カイリューを圧倒させ、メガルカリオを「10まんボルト」による麻痺と「かえんほうしゃ」で勝利する。しかし、カイリューの「カイリューせいぐん」を食らい敗れる。
ゴリランダー
声 - 三宅健太
技：ドラムアタック、アクロバット、10まんばりき、はたきおとす
キョダイマックスが可能。ダンデの手持ちの中ではリザードンの次に実力が高く、相手の手持ちを一体でほとんど倒すほどのパワーと相性の悪い技を食らっても余裕で耐えるほどのタフさを持っている。
サトシ戦では五番手。カイリュー、ネギガナイトを次々と破るも、ウオノラゴンの「こおりのキバ」で「ドラムアタック」を打ち消され、「ドラゴンダイブ」を食らい敗れる。
エースバーン
声 - 三木眞一郎
特性：リベロ
技：ねっさのだいち、とびひざげり、かえんボール、アイアンヘッド
サトシ戦では一番手。「ねっさのだいち」でピカチュウにダメージを与えると同時に特性「リベロ」でじめんタイプに変化しでんき技を無効化した。ウオノラゴンに対しても特性「リベロ」を活かして「とびひざげり」を食らわせ勝利する。その後、ムゲンダイナが残したダイマックスパワーでキョダイマックス。同じくキョダイマックスしたピカチュウの前に敗れる。
インテレオン
声 - うえだゆうじ
特性：スナイパー
技：ねらいうち、あくのはどう、アクアジェット
サトシ戦では二番手。素早い動きと「アクアジェット」によるカウンターシールドでゲンガーを翻弄するも、キョダイマックスゲンガーの「キョダイゲンエイ」で交代を封じられ「ダイアシッド」に敗れる。
バリコオル
声 - 浪川大輔
技：フリーズドライ、サイコフィールド、ワイドフォース、トリプルアクセル
サトシ戦では三番手。「フリーズドライ」でゲンガーを凍らせ、「サイコフィールド」からの「ワイドフォース」に勝利する。しかし、ネギガナイトには「れんぞくぎり」で「サイコフィールド」を解除され、メガルカリオに敗北。